# Torcuato de Ampurias

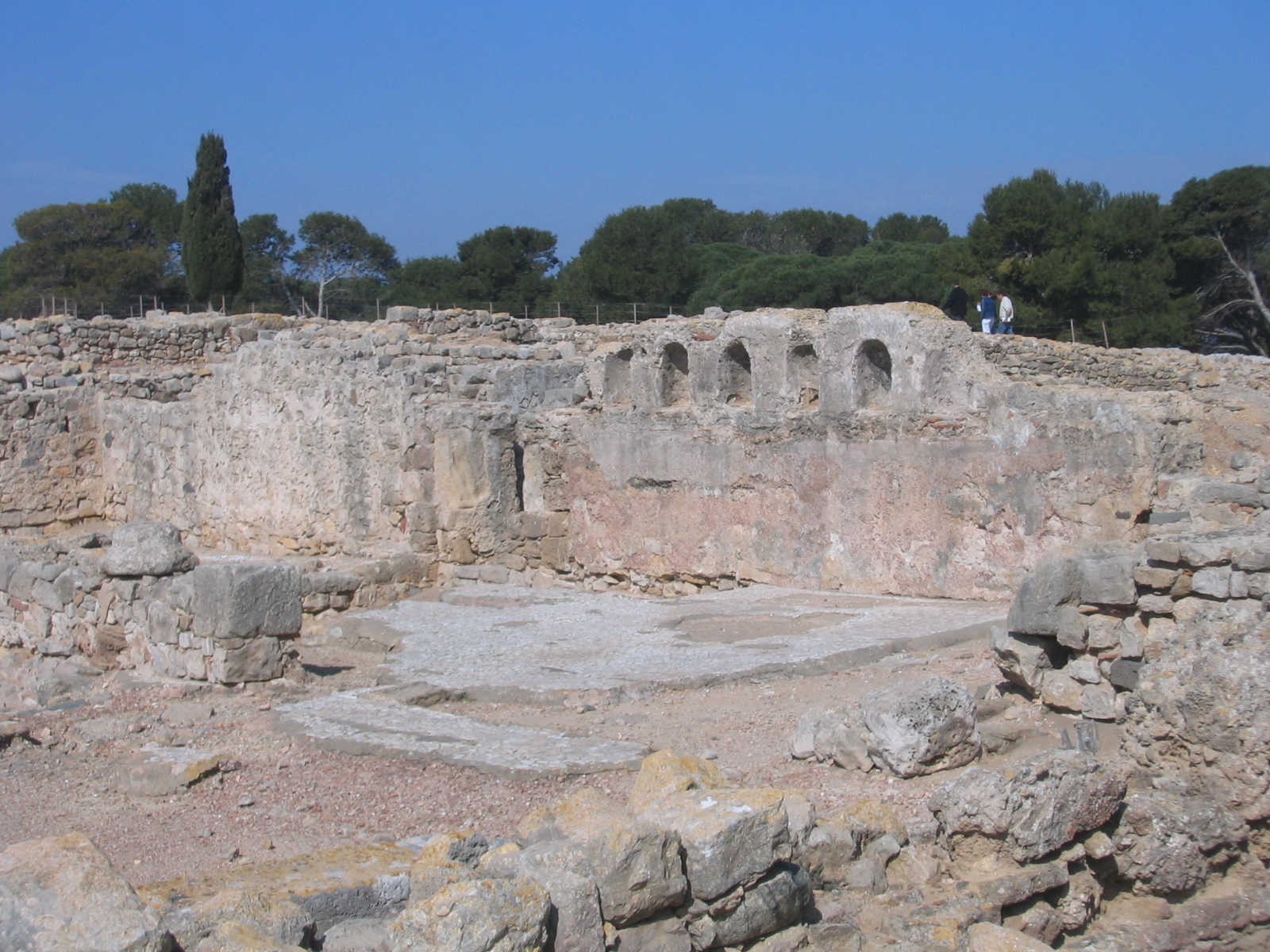
Basílica paleocristiana de Ampurias

Torcuato de Ampurias (Torquatus en latín significa "que lleva un collar") es un santo legendario de la Alta Edad Media, hoy olvidado y sin culto, venerado en el Ampurdán como antiguo obispo de Ampurias.
No se conoce dato alguno sobre su vida ni tampoco figura en la lista de obispos de Ampurias. Se puede tratar de un desdoblamiento de Torcuato de Acci.